# Jason (fartyg)

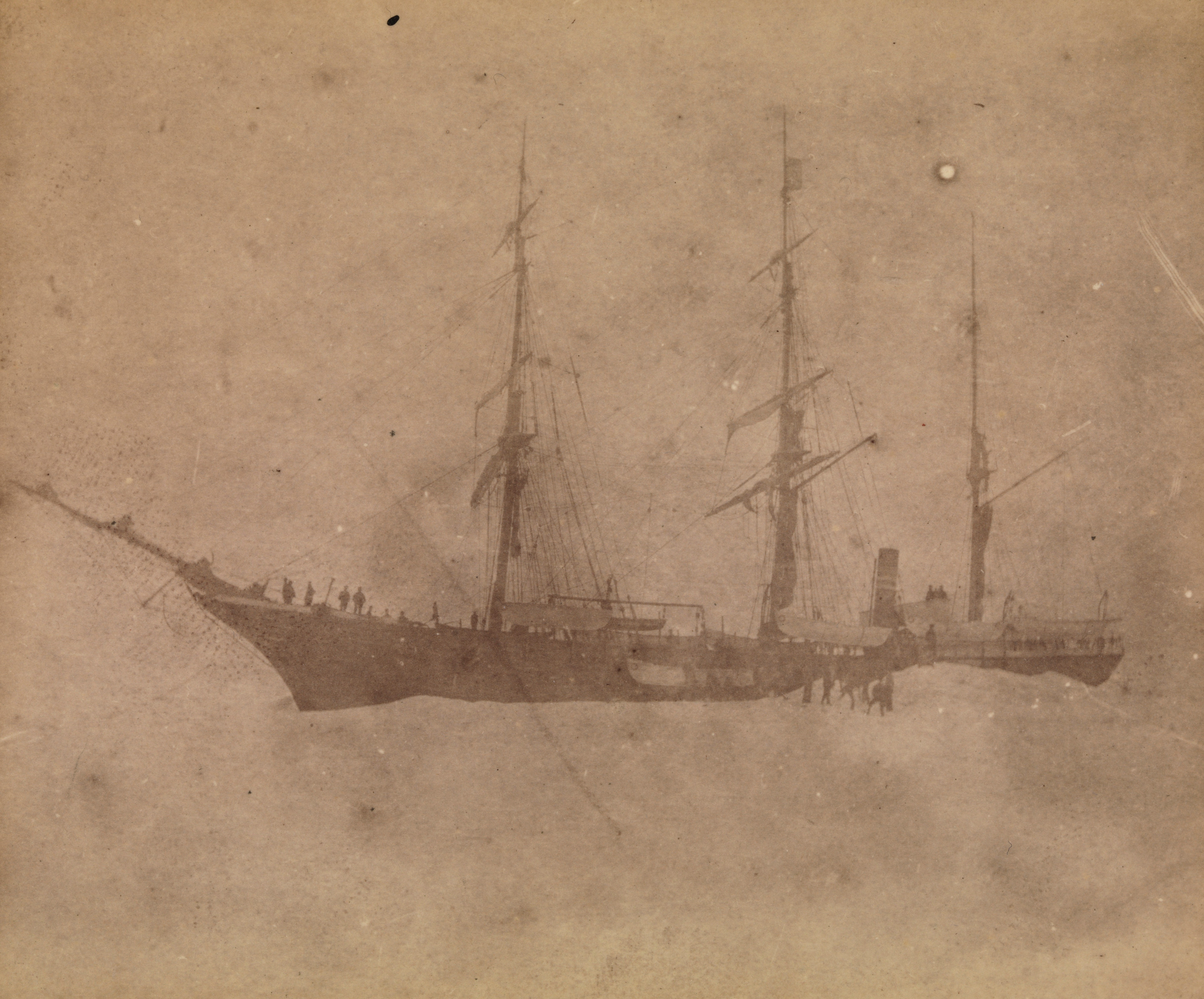
Jason fast i isen utanför Sermilik 1888

Jason var ett norskt sälfångstfartyg, som byggdes 1881 på Rødsverven i Norge. Det finansierades av varvsägaren och redaren Christen Christensen (1845–1923) i Sandefjord.

## Användning under namnetJason
År 1888 var Fridtjof Nansen kapten på Jason under en seglats till Grönland med syfte att göra det första försöket att korsa ön.
Mellan 1892 och 1894 användes Jason för vetenskapliga valexpeditioner till Antarktis, finansierade av valfångstföretaget A/S Oceana. Syftet var att kartlägga förekomsten av valar och sälar i området. Jason blev då det fartyg som dittills nått längst söderut, när hon nådde 68°10'S.

## Användning under namnetStella Polare

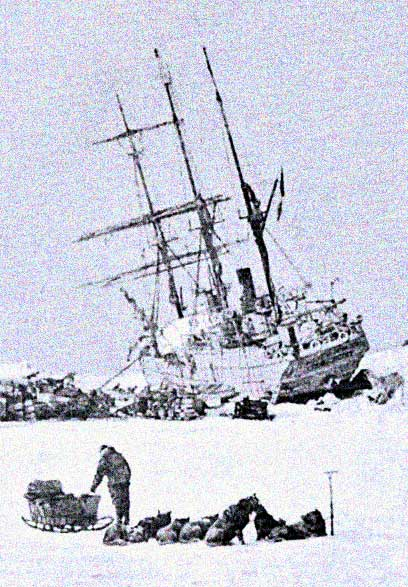
Stella Polare fast i isen 1899

Den italienske prinsen och upptäcktsresanden Ludvig Amadeus planerade 1898 för en polarexpedition. I Norge rådgjorde han med Fridtjof Nansen, som var den som seglat längst nordligt, med det av Colin Archer byggda polarfartyget Fram 1893–1896. Ludvig Amadeus köpte Jason 1899 och döpte om henne till Stella Polare och tog henne till Colin Archers varv i Larvik, där hon genomgick ombyggnad för att ytterligare stärka skrovet. 
Ludvig Amadeus rekryterade en expeditionsbesättning av italienare och norrmän och seglade från Kristiania den 12 juni 1899. I slutet av månaden nådde Stella Polare Arkhangelsk, där slädhundar togs ombord. Därifrån tog sig expeditionen till Franz Josefs land, där de landade i Teplitzbukten på Rudolfön för att etablera ett vinterläger. De satte upp en rad läger utefter en rutt norrut, men under detta arbete förlorade Ludvig Amadeus två fingrar i kylan och fick överlämna kommandot för trippen mot Nordpolen till Umberto Cagni. Den 25 april 1900 kunde Cagni sätta en italiensk flagga 86°34'N och därmed hävda nytt nordligt rekord. 
I juli 1909 donerades Stella Polare som skolskepp till en organisation i Rom. Efter att ha bogserats till plats i Tibern i Rom, fattade hon eld. Delar av bogen klarade sig och sparades på museum i Milano.